# Sentinelle (film, 2021)
Pour les articles homonymes, voir Sentinelle.
Pour plus de détails, voir Fiche technique et Distribution.
Sentinelle est un film français réalisé par Julien Leclercq, sorti en 2021.

## Synopsis
À trente-trois ans, Klara est interprète dans l'armée française. À la suite d'une expérience traumatisante en Syrie, elle est mutée à Nice au sein de l'opération Sentinelle, où vivent sa mère et sa sœur Tania. Un soir, après une sortie en boîte de nuit, sa sœur est retrouvée violée et presque morte sur une plage. Klara va tout faire pour venger sa sœur, au péril de sa vie.

## Fiche technique
Sauf indication contraire, les informations mentionnées dans cette section peuvent être confirmées par la base de données cinématographiques IMDb,  présente dans la section « Liens externes ».
- Titre français : Sentinelle
- Réalisation : Julien Leclercq
- Scénario : Julien Leclercq et Matthieu Serveau
- Costumes : Emmanuelle Youchnovski
- Photographie : Brecht Goyvaerts
- Montage : Soline Guyonneau
- Pays d'origine : France
- Format : Couleurs - 35 mm - 2,35:1 - Dolby Digital
- Genre : action, drame, thriller
- Durée : 80 minutes
- Date de sortie :
  - Monde : 5 mars 2021 (Netflix)

## Distribution
- Olga Kurylenko : Klara
- Marilyn Lima : Tania
- Antonia Malinova : Maria Kovalev, la mère de Klara et Tania
- Michel Nabokoff : Leonod Kadnikov
- Andrey Gorlenko : Yvan Kadnikov
- Martin Swabey : lieutenant Eric Jaubert
- Carole Weyers : capitaine Catherine Muller
- Gabriel Almaer : armurier
- Blaise Afonso : soldat opération sentinelle
- Guillaume Duhesme : lieutenant colonel
- Michel Biel : Aurélien
- Erico Salamone : patron du Millenium
- Kevin Lenoir : barman du Millenium
- Julien Buchy : reporter

## Accueil

### Public
Sentinelle est le film de le plus vu sur Netflix aux États-Unis lors de la semaine de sa sortie.